# Stazione di Gavorrano
La stazione di Gavorrano è la stazione ferroviaria al servizio del comune omonimo, in provincia di Grosseto, sulla ferrovia Tirrenica. La stazione si trova a diversi chilometri dal centro del paese, presso la frazione di Potassa, e ciò non la rende pienamente sfruttabile.
È classificata nella categoria "Bronze" di RFI.

## Strutture e impianti
La stazione di Gavorrano, dispone di un fabbricato viaggiatori che ha l'architettura tipica di un caseggiato di campagna, disposto su più livelli e dall'aspetto un po' diroccato. Sono assenti i servizi per i viaggiatori essendo la stazione poco frequentata.
Si contano 3 binari passanti, dove i primi due sono usati sovente, mentre il terzo solo in caso di incrocio. I binari sono serviti da due ampie banchine dove di recente sono state installate delle pensiline e costruito un sottopassaggio anche per i portatori di handicap.
La stazione di Gavorrano non dispone di scalo merci.

## Movimento
Trovandosi ad una certa distanza dalla città, la stazione non ha un grosso movimento di passeggeri: questo è limitato alle ora di punta e prettamente pendolare.
A Gavorrano ferma qualche regionale al giorno per Grosseto, Pisa o Campiglia Marittima.